# Сражение при Ньютауне
Сражение при Ньютауне (англ. Battle of Newtown) — сражение между американскими солдатами и ополченцами, с одной стороны, и рейнджерами Батлера, британскими солдатами и индейцами, с другой, состоявшееся 29 августа 1779 года на территории современного округа Шеманг в штате Нью-Йорк во время Войны за независимость США.
Сражение было единственным большим столкновением во время Экспедиции Салливана, крупномасштабной военной операцией, подготовленной Джорджем Вашингтоном и проведённой Континентальной армией против лоялистов и четырёх племён ирокезов, поддержавших Британскую империю.

## Предыстория
После окончания Саратогской кампании война за независимость США в северной и западной частях провинции Нью-Йорк превратилась в серию взаимных рейдов и небольших стычек. Не сумев завладеть этой землёй, британское командование решило лишить своего противника хорошей продовольственной базы и уничтожить американские поселения.
В течение лета 1778 года ирокезы и лоялисты совершили многочисленные набеги на поселения на территории округов Трайон и Алстер. Многие американцы бросили свои дома и фермы и сбежали в поисках безопасности в Скенектади и Черри-Валли. В ноябре отряд, который возглавляли Уолтер Батлер и Джозеф Брант, атаковал Черри-Валли. К моменту окончания нападения 32 жителя поселения и 16 американских солдат были убиты. Более 180 человек остались без крова, в том числе многие из тех, кто сочувствовал лоялистам.
Рейды индейцев и лоялистов мотивировали Джорджа Вашингтона и Континентальный конгресс нанести удар в центр земель конфедерации ирокезов. Первоначально Вашингтон не хотел организовывать крупномасштабную кампанию против индейцев, поскольку считал, что главной задачей для Континентальной армии будет борьба с британскими силами в Нью-Йорке и захват форта Ниагара.
Но резня в Черри-Валли способствовала призывам к ответным репрессиям и изменила его мнение. Теперь он был готов нанести удар в центр ирокезских земель. Командовать предполагаемой кампанией должен был Горацио Гейтс, но он отказался. Тогда Вашингтон предложил встать во главе экспедиции генералу Джону Салливану и тот согласился, несмотря на финансовые трудности своей семьи и проблемы со здоровьем.
Джон Салливан и его три бригады должны были выступить из Истона к Саскуэханне в центральной Пенсильвании и следовать вверх по течению реки к Тайоге. Четвёртая бригада под командованием Джеймса Клинтона собралась в Канаджохари на реке Мохок, а затем отправилась на соединение с основными силами экспедиции. 22 августа 1779 года войско Клинтона прибыло в лагерь Салливана на западном берегу Саскуэханны.

## Действия ирокезов и британцев
Вожди ирокезов решили не вступать в столкновения с многократно превосходящими силами противника и армия Салливана практически беспрепятственно продвигалась вперёд. Лидер мохоков Джозеф Брант принял решение совершить рейд на американские поселения, посчитав, что таким образом побудит Салливана разделить своё войско и послать отряды солдат для защиты домов и ферм. 20 июля он возглавил 60 воинов-ирокезов и 27 лоялистов в рейде на Минисинк, небольшой американский городок на реке Делавэр. Нападавшие сожгли постройки, мельницу и церковь, но пощадили большую часть жителей. Затем отряд Бранта устроил засаду на посланное за ним ополчение, в результате чего погибло более 40 американцев. 2 августа Брант совершил набег на небольшое американское поселение на территории современного округа Херкимер и разрушил его.
9 июля капитан Джон Макдонелл с 50 рейнджерами и несколькими солдатами 8-го полка отправился к Западному рукаву Саскуэханны. По пути к нему присоединились 120 воинов сенека и кайюга под предводительством Сажателя Кукурузы. 28 июля они атаковали форт Фриленд близ ручья Манси-Крик. Гарнизон из 33 солдат и ополченцев капитулировал, а прибывший ему на помощь отряд Хокинса Буна был разбит. Рейнджеры и ирокезы сожгли все дома в долине и вернулись в Канадасеагу. 15 августа от 400 до 500 солдат и союзных индейцев прибыли из форта Ниагара в страну ирокезов, что учитывая размер армии Салливана, было слишком мало.
Батлер решил выступить навстречу армии Салливана и устроить засаду. 17 августа он со своими людьми отправился в район делаварского селения Ньютаун, находящегося на реке Шеманг, где к нему присоединился отряд Бранта. К 21 августа объединённые силы ирокезов, делаваров и британцев насчитывали около 600 человек. Джон Батлер и Джозеф Брант выступали против открытого столкновения со значительно превосходящими силами Салливана, но большинство индейских воинов были полны решимости вступить с американцами в бой.
Делавары выбрали позицию для засады в полутора километрах к востоку от Ньютауна, которую Батлер посчитал слишком открытой. С одобрения нескольких вождей 27 августа он переместил лагерь на несколько километров выше, но на следующее утро другая группа вождей во главе с делаваром Хоххаданком потребовала вернуться на первое место. Брант поддержал Батлера, но Сайенкерата и Сажатель Кукурузы уступили Хоххаданку. На возвышенности, недалеко от берега реки, индейцы и британцы возвели бруствер из брёвен, замаскировав его ветками и листьями. Тропа, по которой должны были следовать американцы, проходила вдоль холма с одной стороны и небольшой равниной с другой, близ излучины реки Шеманг.

## Ход сражения
Армия Салливана общей численностью 4469 человек была готова начать вторжение в страну ирокезов, но 25 августа начался сильный дождь и марш был перенесён на следующий день. Оставив в построенном форте гарнизон из 250 человек под командованием полковника Исраэла Шрива, войско Салливана двинулось на северо-запад по ровной местности, но движение было медленным, и примерно через 6 км оно достигло места брода рядом с травянистой равниной. Впереди шёл рассредоточенный стрелковый корпус Парра, а в полутора километрах позади следовала бригада Хэнда. Бригада Максвелла шла колонной слева, а бригада Пура — справа. Замыкали шествие солдаты Клинтона. Обнаружив, что из-за сильных дождей уровень воды в реке значительно поднялся, Салливан отдал распоряжение разбить лагерь на ночь. На следующее утро американцы продолжили движение вдоль восточного берега через лесистую местность.
Армия продолжала неспешно двигаться вперёд, поскольку многочисленные ручьи, ущелья и холмы сильно затрудняли путь. 28 августа солдаты обнаружили большое поле кукурузы и пополнили свои запасы продовольствия, а оставшийся урожай был сожжён. В тот же день разведчики, отправленные накануне вечером, вернулись с докладом о том, что в нескольких километрах впереди они увидели вражеский лагерь. Салливан приказал капитану Джейсону Уэйту подняться на вершину холма и ночью посчитать количество лагерных костров, чтобы определить примерную численность неприятеля. Уэйт сумел разглядеть лишь дым и генерал так и не получил каких-либо сведений о размере вражеского войска.
В девять часов утра 29 августа армия Салливана осторожно двинулась вперёд, поскольку было известно, что поблизости находятся силы противника. Шедшие впереди Стрелки Моргана вступили в непродолжительную перестрелку с индейцами, после которой те сбежали. Вскоре солдаты из передового отряда обнаружили замаскированный бруствер и сообщили об этом генералу. Салливан срочно созвал военный совет, на котором был разработан план окружения противника, чтобы не позволить ему скрыться. Бригадам Пура и Клинтона было приказано подняться на холм слева от противника, в то время как 250 солдат 1-го Нью-Джерсийского полка должны были обойти его справа. Бригада Хэнда должна была выстроиться в боевую линию напротив бруствера, поддерживаемая артиллерией Проктора и находящейся в резерве бригадой Максвелла.
Бригады Пура и Клинтона вынуждены были пробираться через болотистую местность, из-за чего атака американцев задержалась, и прежде чем они вышли на исходную позицию, Артиллерийский полк открыл огонь. Разрывающиеся позади бруствера снаряды напугали индейцев, заставив их подумать, что они окружены. Через полчаса большая часть индейских воинов бежала. Рейнджеры Батлера с оставшимися индейцами начали отступать к холму, куда направлялись солдаты Пура и Клинтона. Основной удар отступающих рейнджеров и индейцев принял на себя 2-й Нью-Гэмпширский полк. Капрал Хантер и двое рядовых были мгновенно убиты. Майор Бенджамин Титкомб, капитан Илайджа Клейс, лейтенант Натаниэл Макколи, два сержанта и 31 рядовой получили ранения разной степени тяжести.
Увидев, что 2-й Нью-Гэмпширский полк Джорджа Рида попал в тяжёлое положение, полковник Дирборн по собственной инициативе поспешил ему на выручку. Солдаты 3-го Нью-Гэмпширского полка смогли отбросить противника назад, и рейнджеры и индейцы стали отступать. Американцы не смогли завершить окружение, поскольку основные силы 2-й и 4-й бригад всё ещё добирались к полю боя. После шестичасового боя основные силы британцев и индейцев покинули место сражения. Солдаты Салливана преследовали противника на протяжении 3 км, убив 8 индейцев и взяв в плен чернокожего лоялиста Колли Морса. Британец, найденный среди павших индейцев, притворился мёртвым, но американцы обнаружили уловку. Некоторые хотели его застрелить, но офицер ударил его по лицу и велел встать. Притворщик поднялся на ноги, моля о пощаде, и был взят в плен. Американцы потеряли 8 человек убитыми и 33 ранеными. Джон Батлер сообщал о 10 убитых и 9 раненых, но после боя американцы нашли около 20 мёртвых врагов. Ни один индеец не был взят в плен.

## Последствия
После своей победы американцы сожгли Ньютаун и уничтожили сады и поля с урожаем. Селение делаваров состояло из хорошо построенных домов, идентичных европейским, из-за чего многие солдаты посчитали, что их возвели белые люди. Поля кукурузы, бобов, гороха, картофеля и тыквы были настолько огромны, что потребовалось два дня, чтобы всё уничтожить. Бежавшие после сражения индейцы и британцы остановились в небольшом селении из восьми домов на восточном берегу Шеманга. На следующий день они направились в деревню Кэтринс-Таун, расположенную недалеко от южного берега озера Сенека. После поражения у Ньютауна некоторые индейцы хотели сдаться и заключить мир с американцами, но Джон Батлер предупредил, что их будут использовать в качестве заложников и рекомендовал им отправиться к форту Ниагара, где они получат от британцев провизию. Несмотря на то, что часть рейнджеров и ирокезов хотели вернуться и продолжить воевать с Салливаном, Батлер решил держаться на расстоянии от американской армии и основательно подготовиться для более позднего сражения.
Победа американцев предоставила Салливану выбор — идти на форт Ниагару или уничтожить селения ирокезов. Вашингтон не давал ему прямых указаний захватить британский форт, а малая численность войска неприятеля склонила его ко второму варианту. Салливан обдумал свой выбор и стал осторожнее. Генерал решил не рисковать и не стремиться к захвату Ниагары, оправдывая свои действия жалобой на нехватку припасов. Он заявил, что у него нет припасов на дополнительные 15 дней, которые потребуются для кампании. 31 августа армия двинулась вверх по реке Шеманг в центр страны ирокезов. В течение следующего месяца армия Салливана уничтожила 40 индейских поселений, 160 000 бушелей кукурузы и огромное количество овощей и плодовых деревьев.

## Наследие
В 1879 году в честь столетия Экспедиции Салливана близ города Элмайра был воздвигнут памятник, который представлял собой каменную башню высотой более 12 метров. В стволе башни находилась лестница, позволяющая посетителям подняться наверх и лицезреть окрестности поля боя при Ньютауне. Памятник находился на территории, которая позднее стала частью парка штата Ньютаун-Батлфилд. Одним из выступавших на церемонии открытия был главнокомандующий армии США генерал Уильям Текумсе Шерман. В своей речи Шерман оправдывал кампанию Салливана и назвал поле боя при Ньютауне «священным». Первоначальный памятник обрушился в 1911 году и на его месте был построен новый.
В 1890-х годах был установлен небольшой памятник на предполагаемом месте братской могилы лоялистов и индейцев. Празднование двухсотлетия экспедиции Салливана и победы при Ньютауне в 1979 году прошло гораздо более сдержанно, одной из причин этого, стали земельные претензии онайда и кайюга к штату Нью-Йорк. К 225-летию экспедиции была проведена масштабная историческая реконструкция сражения при Ньютауне. В ней участвовали около 800 реконструкторов, в том числе и представители ирокезов. В 2008 году Рэнди Кул представил на рассмотрение Конгресса резолюцию H.R. 6866, которая предписывала министру внутренних дел Дирку Кемпторну провести специальное исследование для оценки значимости места битвы при Ньютауне, а также целесообразности и возможности его включения в систему национальных парков США. Законопроект был отклонён и Ньютаун-Батлфилд не был включён в федеральную систему парков.

### Статьи
- Hollway, Don. THE TOWN DESTROYER (англ.) // History Magazine. — Ajax, Ontario: Moorshead Magazines Limited, 2015. — Vol. 16, iss. 6. — P. 8—13. — ISSN 1492-4307.
- Smith, Andrea Lynn; John, Randy A. Monuments, Legitimization Ceremonies, and Haudenosaunee Rejection of Sullivan-Clinton Markers (англ.) // New York History. — Ithaca, NY: Cornell University Press, 2021. — Vol. 101, iss. 2. — P. 343—365. — ISSN 0146-437X.
- Venables, Brant. A Battle of Remembrance: Memorialization and Heritage at the Newtown Battlefield, New York (англ.) // Northeast Historical Archaeology. — New Haven, CT: Council for Northeast Historical Archaeology, 2012. — Vol. 41, iss. 8. — P. 144—165. — ISSN 0048-0738.